# جيرو شتيفن
جيرو شتيفن (بالألمانية: Gero Steffen) (و. 1964 – م) هو مصور سينمائي من ألمانيا. ولد في برلين.

## وصلات خارجية
- جيرو شتيفن على موقع IMDb (الإنجليزية)
- جيرو شتيفن على موقع ألو سيني (الفرنسية)
- جيرو شتيفن على موقع أول موفي (الإنجليزية)
- جيرو شتيفن على موقع قاعدة بيانات الأفلام السويدية (السويدية)
- جيرو شتيفن على موقع قاعدة بيانات الفيلم (الإنجليزية)
- جيرو شتيفن على موقع كينوبويسك (الروسية)